# لشنگتسه
لشنگتسه (به لاتین: Leśnice) یک روستا در لهستان است که در گمینا نووا ویش لنبورسکا واقع شده‌است. لشنگتسه ۴۷۲ نفر جمعیت دارد.